# Utuado
Utuado è una città di Porto Rico situata nella regione centrale dell'isola. L'area comunale confina a nord con Hatillo e Arecibo, a est con Ciales e Jayuya, a sud con Ponce e Adjuntas e a ovest con Lares. Il comune, che fu fondato nel 1739, oggi conta una popolazione di oltre 35 000 abitanti ed è suddiviso in 25 circoscrizioni (barrios). Con i suoi 297,83 km² è il terzo comune più grande dell'isola.